# ساموئل گارمان
ساموئل گارمان (انگلیسی: Samuel Garman) – جانورشناس آمریکایی.

## زندگی‌نامه
گارمان در ۵ ژوئن سال ۱۸۴۳ در پنسیلوانیا به دنیا آمد. گارمان در سال ۱۸۶۸ با جان وسلی پاول به غرب آمریکا سفر کرد. او از دانشگاه ایالتی ایلینوی در سال ۱۸۷۰ فارغ‌التحصیل شد، و سال بعد را در دانشگاه آلابامای شمالی گذراند. گارمان در سال ۱۸۷۱ استاد علوم طبیعی گردید، وی یک سال بعد شاگرد ویژهٔ لویی آگاسیز شد. ساموئل در سال ۱۸۷۳، دستیار کارگردان خزنده‌شناس و ماهی‌شناس در موزه جانورشناسی دانشگاه هاروارد شد. آثار او اغلب در طبقه‌بندی ماهی‌ها، به خصوص کوسه، ولی شامل خزندگان و دوزیستان نیز می‌شود. دانشگاه هاروارد به ساموئل گارمان در سال ۱۸۹۹ مدرک افتخاری اعطا کرد.

## آثار
- "On the reptiles and Batrachians of North America". Kentucky Geological Survey. 1883. {{cite journal}}: Cite journal requires |journal= (help)
- "On West Indian Iguanidae and on West Indian Scincidae". ۱۹. Bulletin of the Essex Institute. 1887. {{cite journal}}: Cite journal requires |journal= (help)
- "The "Gila Monster"". ۲۲. Bulletin of the Essex Institute. 1890. {{cite journal}}: Cite journal requires |journal= (help)
- "The Discoboli. Cyclopteridæ, Liparopsidæ, and Liparididæ". ۱۴ (۲). Cambridge, MA: Museum of Comparative Zoology at Harvard College. 1892. {{cite journal}}: Cite journal requires |journal= (help)
- "The Cyprinodont". ۱۹ (۱). Cambridge, MA: Museum of Comparative Zoology at Harvard College. 1895. {{cite journal}}: Cite journal requires |journal= (help)
- "The Chismopnea (chimaeroids)". ۴۰ (۳). Cambridge, MA: Museum of Comparative Zoology at Harvard College. 1911. {{cite journal}}: Cite journal requires |journal= (help)
- "The Plagiostomia (Sharks, skates, and rays)". ۳۶. Cambridge, MA: Museum of Comparative Zoology at Harvard College. 1913. {{cite journal}}: Cite journal requires |journal= (help)
- "The Galapagos tortoises". ۳۰ (۴). Cambridge, MA: Museum of Comparative Zoology at Harvard College. 1917. {{cite journal}}: Cite journal requires |journal= (help)